# Gergana Gergova
Gergana Gergova (bulgarisch Гергана Гергова; * 20. Mai 1981 in Plewen, Bulgarien) ist eine bulgarische Violinistin. Sie spielt die Geige im Trio Image und ist seit 2017 erste Konzertmeisterin des Orchesters am Teatro Real in Madrid.

## Familie und Ausbildung
Gergana Gergova wuchs in Plewen, Bulgarien, auf. Bereits ihre Eltern waren als Musiker tätig; die Mutter unterrichtete Geige und Klavier und der Vater war Hornist. Gergova erhielt ihren ersten Geigenunterricht bei Blagorodna Taneva in Plewen. Ihr Studium und die weitere musikalische Ausbildung absolvierte sie an der Folkwang Universität der Künste in Essen (künstlerisches Diplom 2004), an der Universität für Musik und darstellende Kunst Graz (bis 2006) sowie an der Hochschule für Musik Hanns Eisler in Berlin (Master der Kammermusik 2009). Zu ihren Lehrern zählten weiterhin Menahem Pressler, Yfrah Neaman, Anner Bylsma, Heinrich Schiff und Shmuel Ashkenasi.
Gergova ist mit dem Cellisten Alban Gerhardt verheiratet. Das Paar hat einen gemeinsamen Sohn und lebt in Madrid.

## Musikalischer und beruflicher Werdegang

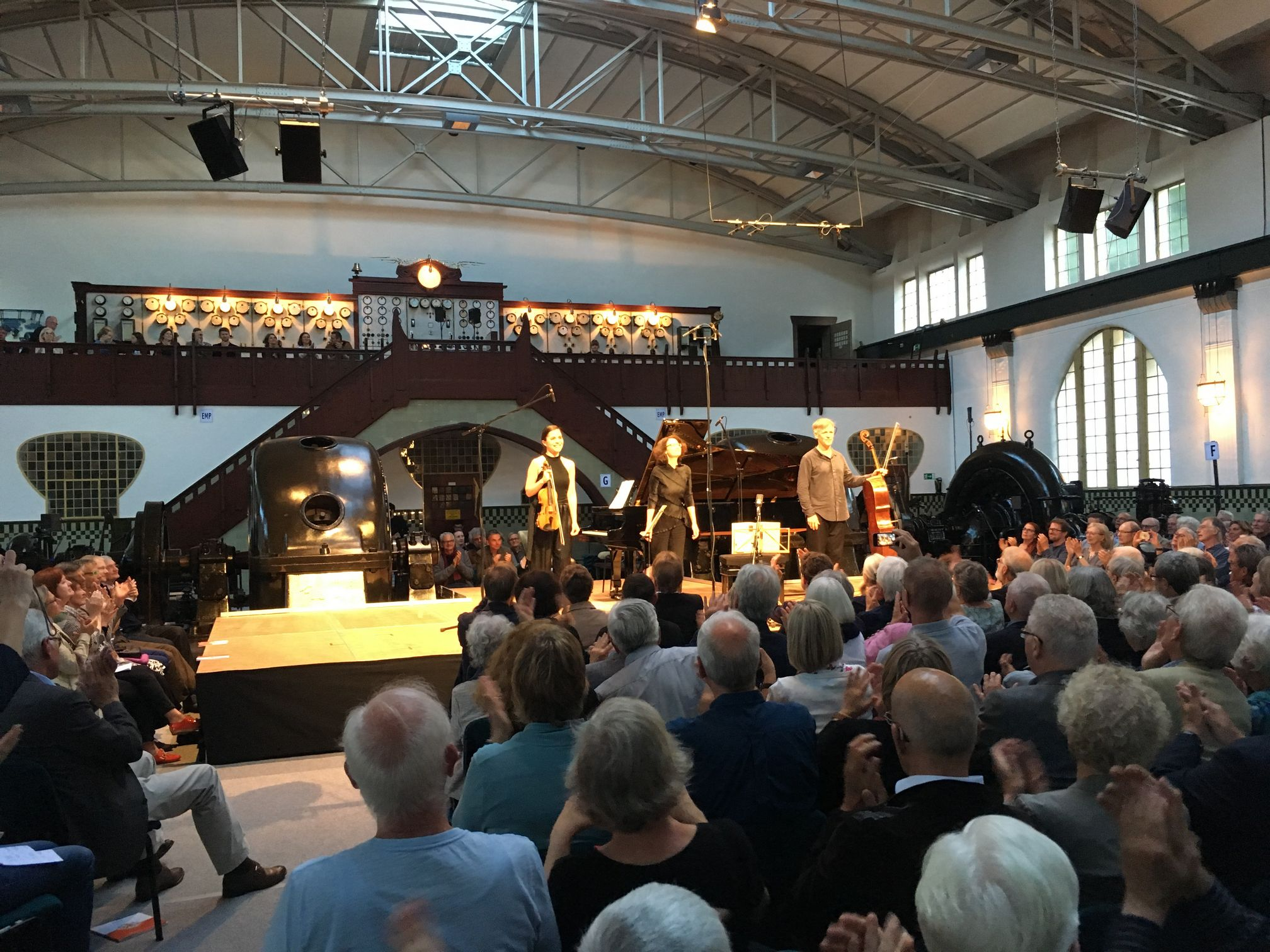
Auftritt beim Spannungen-Festival 2018: Gergana Gergova (Geige), Dina Ugorskaja (Piano) und Alban Gerhardt (Cello)

Gergova ist als Geigerin häufig kammermusikalisch aktiv und war 2000 Gründungsmitglied des Trio Imàge. Das Klaviertrio hat weltweite Auftritte und gewann Preise und Auszeichnungen bei mehreren Kammermusikwettbewerben. Das Debütalbum von Trio Imàge mit Aufnahmen aller Klaviertrios von Mauricio Kagel wurde mit dem Echo Klassik 2014 ausgezeichnet. Weitere Kammermusikpartner von ihr sind oder waren Christian Tetzlaff, Baiba Skride, Alban Gerhardt, Lars Vogt und Nils Mönkemeyer.
Als Solistin trat sie u. a. mit den Festival Strings Lucerne, dem Orquesta Sinfònica de Madrid, dem Rundfunk-Sinfonieorchester Berlin, den Duisburger Philharmonikern und mit verschiedenen Orchestern in Bulgarien auf.
Seit Herbst 2017 ist sie erste Konzertmeisterin des Orquesta Sinfònica de Madrid am Teatro Real; zuvor war sie u. a. bei den Duisburger Philharmonikern, der Deutschen Kammerphilharmonie Bremen und als Konzertmeisterin der Festival Strings Lucerne tätig.
Darüber hinaus ist sie auch mit Jazzmusik aufgetreten und hat 2019 gemeinsam mit Alban Gerhardt, der Choreographin Sommer Ulrickson, dem Bildhauer Alexander Polzin und dem Tänzer Dan Pelleg das Stück „Love in fragments“, das visuelle Kunst, Musik und Tanz vereint, im Kulturzentrum 92Y in New York uraufgeführt.
Gergana Gergova spielt eine Violine von Giovanni Battista Guadagnini (Turin).

## Aufnahmen
- Franz Schubert, Trio für Violine, Viola und Piano, B-Dur, D 471, auf Clara Schumann: Piano Trio, Franz Schubert: Quartett Rosamunde • Trio D 471, Avi-Music 8553294, 2013.
- Hans Pfitzner, Duo op. 43 für Violine, Cello und kleines Orchester, mit Alban Gerhardt und dem Rundfunk-Sinfonieorchester Berlin auf The Romantic Cello Concerto – 4, Hyperion CDA67906, 2014.
- Glière · Shostakovich · Hahn, Live-Aufnahmen vom Spannungen-Festival Heimbach (Juni 2018), Avi-Music 8553102, 2019.

Siehe auch: Trio Image, Diskografie.